# Szklarska Poręba Górna
Szklarska Poręba Górna je železniční stanice ve městě Szklarska Poręba, které se nachází v Dolnoslezském vojvodství v Polsku. Stanice byla otevřena 25. června 1902.

## Cíle (stav k roku 2017)
Ze stanice denně odjíždějí vlaky ve směrech:
- Wrocław Główny (8 spojů denně)
- Liberec (3 spoje denně)
- Harrachov (3 spoje denně)
- Jelení Hora (9 spojů denně)
- Poznań Główny (2 spoje denně)
- Jaworzyna Śląska (8 spojů denně)
- Wałbrzych Główny (8 spojů denně)

- Warszawa Zachodnia, Centralna, Wschodnia (1 spoj denně)

## Dopravci
Na nádraží provozují pravidelnou železniční dopravu (2021) následující osobní dopravci:
- PKP Intercity
- Koleje Dolnośląskie
- Przewozy Regionalne